# Belagerung von Lille (1792)
1792

Porrentruy – Marquain – Quiévrain – Verdun – Thionville – Valmy – Lille – Mainz (1792) – Jemappes
1793

Aldenhoven I – Namur – Neerwinden – Mainz (1793) – Famars – Valenciennes (1793) – Arlon (1793) – Hondschoote – Meribel – Avesnes-le-Sec – Pirmasens – Toulon – Fontenay-le-Comte – Cholet – Lucon – Trouillas – Dünkirchen – Le Quesnoy – Menin I – Wattignies – Weißenburg I – Biesingen – Kaiserslautern I – Weißenburg II
1794

Boulou – Landrecis – Menin II – Mouscron – Martinique – Guadeloupe – Tourcoing – Tournai – Kaiserslautern II – San-Lorenzo de la Muga – 13. Prairial – Fleurus – Kaiserslautern III – Vosges – Aldenhoven II
1795

Cornwallis’ Rückzug – Genua – Groix – Hyeres – Handschuhsheim – Mainz (1795) – Mannheim – Loano
1796

Montenotte – Millesimo – Dego – Mondovì – Lodi – Borghetto – Castiglione – Mantua – Siegburg – Altenkirchen – Wetzlar – Kircheib – Kehl – Kalteiche – Friedberg  – Malsch – Neresheim – Sulzbach – Deining – Amberg – Würzburg – Neufundland – Rovereto – Bassano – Limburg – Biberach I – Emmendingen – Schliengen – Caldiero – Arcole – Irland
1797

Fall von Kehl – Rivoli (1797) – St. Vincent – Diersheim – Santa Cruz – Neuwied – Camperduin
Bei der Belagerung von Lille (25. September – 8. Oktober 1792) hielt eine republikanische französische Garnison unter Jean-Baptiste André Ruault de La Bonnerie Lille gegen einen Angriff einer habsburgischen Armee unter dem Kommando von Herzog Albert von Sachsen-Teschen. Obwohl die Stadt heftig bombardiert wurde, hielten die Franzosen dem österreichischen Angriff erfolgreich stand. Da die Österreicher nicht in der Lage waren, die Stadt vollständig einzukesseln, konnten die Franzosen ständig Verstärkung nachschicken. Nach der Nachricht vom französischen Sieg über die Preußen bei Valmy zog Albert seine Truppen und Belagerungskanonen zurück. Die nächste Schlacht fand im November bei Jemappes statt. Die Säule der Göttin wurde 1845 zur Erinnerung an die Belagerung fertiggestellt.

## Historische Verteidigungsanlagen
Nach der Eroberung von Lille durch das Königreich Frankreich im Jahr 1667 wurde der berühmte Militäringenieur Sébastien Le Prestre de Vauban beauftragt, die Verteidigungsanlagen der Stadt zu verbessern. Die fünfeckige Zitadelle wurde zwischen 1668 und 1672 für 1.500.000 Gulden errichtet und von Vauban als „Königin der Zitadellen“ bezeichnet. Die Zitadelle war von Sümpfen umgeben, außer dort, wo sie an die Stadt grenzte, und wurde durch zwei überflutete Gräben und zwei überdachte Wege geschützt. Im Jahr 1670 wurden Teile der alten Mauern abgerissen, um Platz für neue Befestigungen zu schaffen. Als die Arbeiten abgeschlossen waren, wurde Lille durch 16 Bastionen und vier Hornwerke geschützt. Vauban schätzte, dass für die Verteidigung der riesigen Festungsanlagen 12.000 Soldaten erforderlich waren, davon 1.000 für die Bemannung der Zitadelle. Eine viermonatige Belagerung von Lille im Jahr 1708 endete mit der Kapitulation der Stadt vor Prinz Eugen von Savoyen und John Churchill, dem ersten Herzog von Marlborough, als der Garnison von Louis François, duc de Boufflers das Schießpulver ausging.

## Hintergrund
Am 19. August verließ der Marquis de La Fayette sein Oberkommando bei der Armee des Nordens und trat mit 22 Mitgliedern seines Stabs auf österreichisches Gebiet über. Am 17. August hatte die zunehmend radikalisierte französische gesetzgebende Versammlung gefordert, dass La Fayette sich zum Verhör nach Paris zu begeben habe, am 19. August wurde er sogar des Hochverrats angeklagt. Da La Fayette annahm, dass seine Feinde in Paris ihn hinrichten wollten, nahmen ihn die Preußen und Österreicher bis 1797 in Schutzhaft. Sein Nachfolger bei der Nordarmee wurde Charles François Dumouriez. Dumouriez träumte von einer sofortigen Invasion in den österreichischen Niederlanden, doch die Ereignisse zwangen ihn bald dazu, von diesem Plan Abstand zu nehmen. Am 24. August traf der politisch gut vernetzte François Joseph Westermann im Hauptquartier ein und teilte mit, dass Longwy am Vortag nach einer schwachen Verteidigung an die Koalition gefallen war. Nachdem er Anne François de La Bourdonnaye vom Kommando in Lille abberufen hatte, um den nördlichen Flügel der Armee des Nordens zu führen, machte sich Dumouriez mit Westermann und seinem Adjutanten Jacques MacDonald auf den Weg nach Süden.
Die Preußen unter dem Herzog von Braunschweig-Wolfenbüttel mit 42.000 Preußen wurde auf der rechten Seite von Graf von Clerfayt, mit 15.000 Österreichern und auf der linken Seite durch den Fürsten zu Hohenlohe-Kirchberg, mit 14.000 Österreichern unterstützt. Die Truppen der Koalition bombardieren Longwy bis zur Unterwerfung und erringen dann am 2. September in der Schlacht von Verdun einen schnellen Sieg. Endlich erkannte Dumouriez, dass sich Braunschweig auf dem Weg nach Paris befinden könnte, und marschierte mit seinen verfügbaren Truppen nach Grandpré, um sich dem Preußen in den Weg zu stellen. Er befahl den Marquis de Beurnonville, sich ihm mit 10.000 Soldaten der Armee des Nordens anzuschließen, und Blaise Duval, weitere 3.050 Soldaten mitzubringen. Die Schlacht von Valmy fand am 20. September statt, woraufhin sich Braunschweig aus Frankreich zurückzog.
In Abwesenheit von Dumouriez verfügten die Franzosen nur über 6.000 Mann unter René Joseph Lanoue, um Maubeuge zu verteidigen. 4.000 Soldaten unter der Führung von Jacques Henri Moreton Chabrillant verteilten sich auf Bruille-Saint-Amand, Saint-Amand-les-Eaux und Orchies sowie 4.000–5.000 Mann im Lager von Maulde. Herzog Albert von Sachsen-Teschen beschloss, die französischen Kräfte von der braunschweigischen Invasion abzulenken, indem er Angriffe auf die vor ihm stehenden Feinde startete. Sachsen-Teschen zählte 51 Infanteriebataillone und 40 Kavalleriegeschwader, von denen 14 Bataillone in Garnisonen lagen. Am 3. September bedrohte Anton Sztáray Philippeville, während Beaulieu Quiévrain bedrohte. Als der Graf Baillet de Latour am 5. September von Tournai in Richtung Lille vorrückte, gab Moreton das Lager von Maulde auf und zog sich hinter die Scarpe zurück. Latour verfolgte die Franzosen und stürzte sich bei Mortagne-du-Nord auf sie und schlug sie nieder. Die besiegten Soldaten versuchten, Moreton zu lynchen, aber es gelang ihm, sie davon abzubringen. Moreton beklagte sich später, dass viele seiner Truppen unkontrollierbar waren und sich betranken oder Häuser in Saint-Amand plünderten. Der radikale Journalist Louis-Marie Prudhomme beschuldigte Moreton entweder der Inkompetenz oder des Verrats.

## Die Belagerung
Ab 16. September rückten österreichische Truppen unter Beaulieu und Latour Division vor der Stadt auf. Der Herzog von Sachsen-Teschen brach am 25. September von Tournai aus auf, um sich diesen Truppen anzuschließen und die Festung vollständig einzuschließen. Die Österreicher belagerten Lille mit 13.800 Soldaten in 10,5 Bataillonen, sechs Kompanien und 18 Eskadrons. Der Belagerungszug umfasste 52 Kanonen, Haubitzen und Mörser. Sachsen-Teschen organisierte seine Armee in drei Divisionen unter Latour, dem Herzog von Württemberg und Beaulieu. Die Verteidigung von Lille bestand zunächst aus drei Nationalgarde-Bataillonen und Depotstaffeln des 3. und 6. Kavallerieregiments. Die Besatzung von Lille zählte Anfang September 4411 Mann, 1128 Reiter und 132 Kanoniere, insgesamt 5671 Mann. Am 24. September betrug die Garnison von Lille, durch Zuzüge von außen schon 9047 Mann und wuchs bis zum 5. Oktober, also während des Bombardements, auf 14.078 Mann an. Während der Belagerung kamen weitere französische Verstärkungen in die Stadt, weil die Österreicher den Belagerungsring nie ohne Lücken schließen konnten. Am 24. September drängten die Österreicher die französischen Außenposten zurück und begannen noch in der Nacht mit dem Ausheben von Schützengräben. Die erste Parallele wurde über die Hauptstraße nach Tournai angelegt und fünf Batterien mit insgesamt 30 Artilleriegeschützen waren im Abstand von 200 Schritt voneinander angeordnet. Nachdem er Teschens Aufforderung zur Kapitulation abgelehnt hatte, startete der energische Ruault jede Nacht Einsätze, konnte aber den Fortschritt der Belagerungsarbeiten nicht aufhalten. Am 29. September eröffneten die österreichischen Batterien ein verheerendes Bombardement mit Schüssen, Granaten und Heißschüssen auf die Gebäude von Lille. Die Kanonen der Verteidiger erwiderten heftiges Feuer. Ruault wurde bald auf 25.000 Mann verstärkt, eine Streitmacht, die den Belagerern zahlenmäßig deutlich überlegen war. 
Am 4. Oktober erschien Sachsen-Teschens Frau, Erzherzogin Maria Christina im österreichischen Lager und die Bombardierung wurde verdoppelt. Zu diesem Zeitpunkt wurde Sachsen-Teschen auf den Rückzug Braunschweigs und die zunehmende Zahl französischer Truppen aufmerksam, die sich ihm widersetzten. Am 6. Oktober ordnete der habsburgische Kommandant an, die schweren Belagerungsgeschütze aus den Batterien zu entfernen. Zu diesem Zeitpunkt waren 60.000 Schüsse und Granaten auf Lille abgefeuert worden. Die Österreicher evakuierten am 8. Oktober die Schützengräben und zogen sich angesichts einer schwachen Verfolgung unter der Führung von Champmorin fast unbehelligt zurück. Die Einwohner von Lille verließen ihre Stadt und machten in ihrer Wut über die Zerstörung die österreichischen Belagerungswerke dem Erdboden gleich. 
Eine Quelle schätzte die militärischen Verluste Frankreichs auf 100–200 Tote und Verwundete. Die Österreicher meldeten 43 Tote und 161 Verwundete und 20 Belagerungskanonen explodierten oder wurden durch Dauerfeuer unbrauchbar. Ruault berichtete der Regierung, dass ein Viertel der Häuser in Lille niedergebrannt sei. Die politischen Kommissare behaupteten, 500 Häuser seien zerstört und weitere 2.000 beschädigt worden; auch die Kirche Saint-Étienne wurde zerstört.